# Liste des autoroutes de la Guinée
Le réseau des autoroutes guinéennes (République de Guinée) est long de 68 km.
La route Le Prince représente un tronçon long de 33 km du pont 8 novembre au rond-point Kagbelen.
L'autoroute Fidel Castro est un tronçon long de 35 km qui relie le pont 8 novembre au  Kilomètre 36.
La construction de l'autoroute Conakry-Dabola, qui passe par les préfectures de Coyah, Kindia et Mamou,  longue de 355 km, a coûté près de 20 milliards d’euros.

## Aperçu général
| Numéro | Villes desservies                              | Longueur |
| ------ | ---------------------------------------------- | -------- |
| A1     | Pont 8 novembre – Dixinn – Sonfonia – Kagbelen | 33 km    |
| A2     | Pont 8 novembre – AICB – Kilomètre 36          | 36 km    |